# Babel 17 (groupe)
Pour le roman éponyme, voir Babel 17.
Babel 17 est un groupe de cold wave français, originaire de la région parisienne.

## Biographie

### Première période (1989–1993)
Après avoir joué dans le genre new wave et pop pendant plusieurs années sous les noms de The Mirage, Malice in Wonderland, puis Acid Rain, le groupe, alors constitué de Jean « Jean Jean » Franceschi (basse/chant), Vincent « Lepeaucre » Porte (guitare), et Vincent « Zaza » Perret (claviers), décide de se radicaliser en 1989 pour adopter une orientation plus cold wave/électronique sous le nom de Babel 17, en référence au roman de Samuel R. Delany publié en 1966.
La même année, le groupe sympathise avec Little Nemo et signe rapidement un contrat avec Lively Art, sous-label de New Rose. Le groupe rejoint par là même le mouvement Touching Pop, tentant de fédérer plusieurs groupes influencés par la cold wave qui écumaient alors la région parisienne (Little Nemo, Asylum Party, Mary Goes Round). En parallèle, Jean Jean joue dans le groupe Zurück Placenta, aux côtés de Fabrice Gilbert (futur chanteur de Frustration). L'album Celeano Fragments sort en 1990 , suivi par Shades en 1991. Franck « Murdock » Meissonnier (guitare/basse) rejoint le groupe pour appuyer les prestations scéniques et permettre à Jean Jean de se concentrer davantage sur le chant.
Un troisième album, Shamanik Tales, est enregistré en 1992 au Studio Val d'Orge, mais Lively Art dépose le bilan avant de pouvoir le publier. L'irruption en France de la culture rave détournant alors l'attention d'une part croissante du public de la scène indépendante, les démarches pour trouver un nouveau label pour publier l'album restent infructueuses et opportunités de jouer sur scène se raréfient. Privé de perspectives, le groupe cesse ses activités début 1993 et l'essentiel des membres forment un nouveau groupe, Cybercraft, plus orienté vers la goa/trance.

### Retour (depuis 2003)
Babel 17 se reforme en 2003 dans sa formation d'origine et donne sporadiquement des concerts. En 2006, Jean Jean continue depuis l'aventure seul, appuyé par Franck Murdock, devenu entre-temps ingénieur du son, et occasionnellement accompagné par Vincent Lepeaucre sur scène. À partir de 2007, le label Infrastition réédite Celeano Fragments et Shades et publie en 2009 un nouvel album, The Ice Wall. 
En 2010, Jean Jean fait appel à Vincent K (The Disease, ex-No Tears), avec lequel il réalise les albums Leviathan, aux sonorités plus industrielles, et Process, se rapprochant de l'esprit de Celeano Fragments, tous deux sont publiés par le label Infrastition.

## Membres
- Jean Jean - chant, guitare, basse, claviers, programmations
- Vincent K - basse, claviers, programmations

## Discographie

### Albums studio
- 1990 : Celeano Fragments (Lively Art)
- 1991 : Shades (Lively Art)
- 2009 : The Ice Wall (Infrastition)
- 2013 : Leviathan (Infrastition)
- 2017 : Process (Infrastition)

### Albums live
- 2025 : Live Anthology 2007-2023

### Compilations
- 1990 : Prémonition (Lively Art)
- 1990 : Megastore (Lively Art)
- 1991 : Dyadique 91 (Dyadique)
- 1991 : Passage du trou marin (Dépendance Continue)
- 1992 : Beaucoup (V.I.S.A.)
- 1992 : L'Appel de la muse, Vol. 2 (Alea Jacta Est)
- 2006 : 15 (Infrastition)
- 2008 : Movement One vol.2 (Str8line Records)
- 2009 : Transatlantic Crossing With Darla (Infrastition)
- 2010 : 30 Years With(out) Ian Curtis (Infrastition)
- 2011 : Movement One vol.3 (Str8line Records)
- 2012 : The Dark Side Mixes vol.17 (Dark Side Remixes Records)
- 2019 : Orphans (North Shadows Records)

### Vidéos
- 2006 : RVB ~ Transfert (DVD - Optical Sound)